# アルトゥール・ボグシュ
アルトゥール・ボグシュ（Artur Bogusz 、1993年4月18日 - ）は、ポーランド・ウッチ出身のサッカー選手。ポジションは、ディフェンダー。

## タイトル
ラドミアク・ラドム
- Iリガ: 2020-21[1]